# University of Minnesota
University of Minnesota er et amerikansk universitet grundlagt i 1851. Universitetet består egentlig af fem universiteter eller campus samt flere forskellige studiecentre, der er placeret rundt omkring i Minnesota. Minnesotas universitetscampus ligger i Minneapolis/Saint Paul (Twin Cities), Crookston, Duluth, Morris og Rochester. Universitetet har 19 fakulteter, herunder bl.a. Law School, Medical School og Education & Human Development. Universitet er blandt de højest rangerede universiteter i verden og havde i 2008 en 87. plads blandt de 200 rangerede universiteter.

## Eksterne links
- Wikimedia Commons har flere filer relateret til University of Minnesota
- Universitetets hjemmeside

| Skole | Spire Denne artikel om en skole, en uddannelsesinstitution eller uddannelse er en spire som bør udbygges. Du er velkommen til at hjælpe Wikipedia ved at udvide den. |

44°58′30″N 93°14′07″V / 44.975°N 93.2353°V